# Žermanice

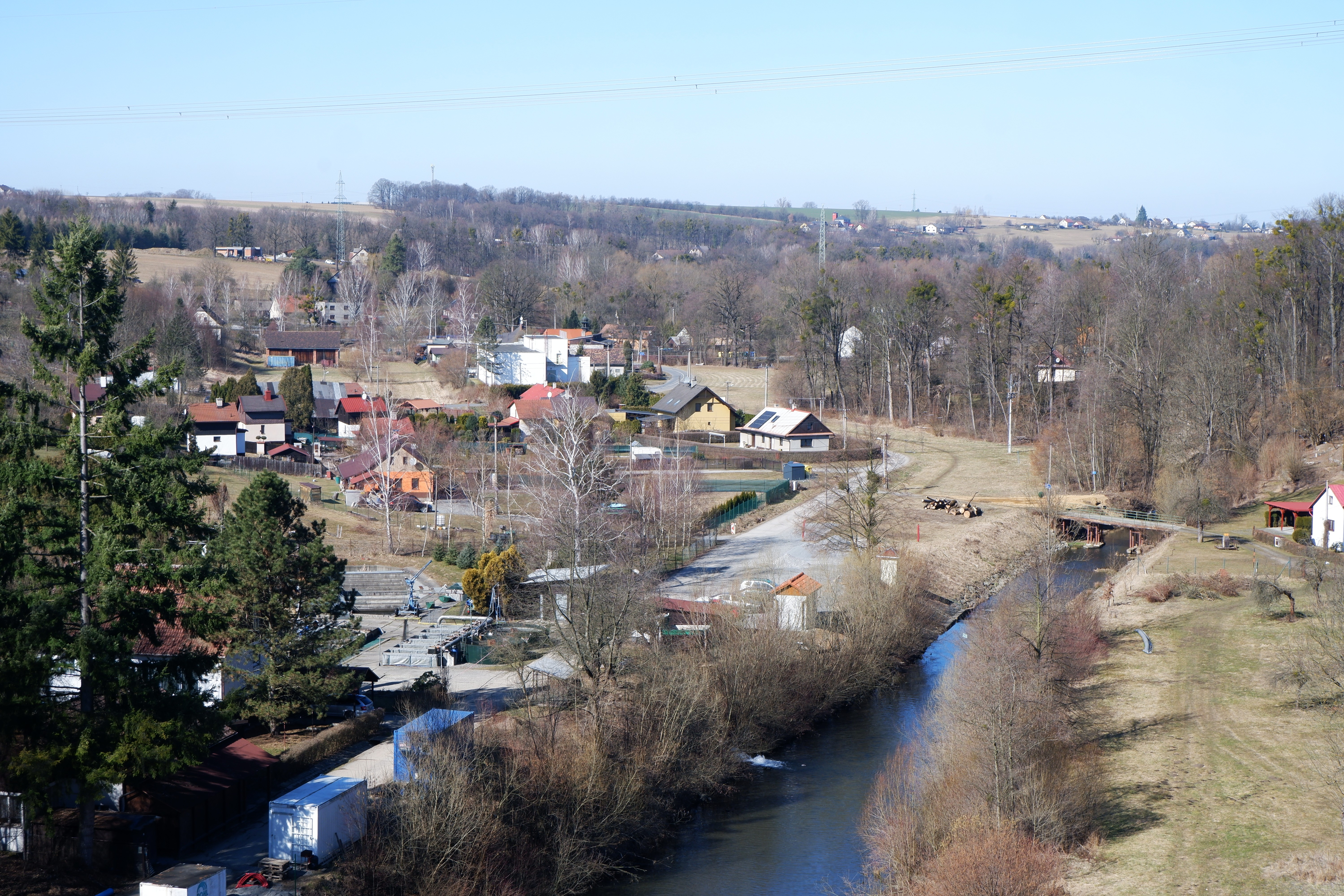
Žermanice (März 2025)

Žermanice (deutsch Zermanitz, auch Schermanitz, Zilmanitz) ist eine Gemeinde in Tschechien. Sie liegt fünf Kilometer südlich von Havířov und gehört zum Okres Frýdek-Místek.

## Geographie
Žermanice befindet sich unterhalb des Dammes der Talsperre Žermanice an der Lučina im Beskidenvorland in Schlesien. Östlich liegt die Talsperre Těrlicko.
Nachbarorte sind Horní Bludovice im Norden, Záguří, Horní Těrlicko und Těrlicko im Nordosten, Zelené Město und Rozsudek im Osten, Pitrov, Krosov und Soběšovice im Südosten, Lučina im Süden, Bruzovice im Südwesten, Velicesta, Špluchov, Závrší und Kaňovice im Westen sowie Osekovice und Dolní Datyně im Nordwesten.

## Geschichte
Die erste schriftliche Erwähnung als Zylmanice erfolgte im Jahre 1450. Es wird angenommen, dass der ursprüngliche Ortsname Selmannsdorf lautete. Angeblich ältere Überlieferungen, die aus der zweiten Hälfte des 14. Jahrhunderts stammen sollen, sind nicht nachweisbar. 1461 erwarb der Besitzer der Horní Bludovicer Güter, Jan Hundt zu Kornitz, das Dorf. Ihm folgten 1483 dessen zwei Söhne, von denen es Jan Trnka von Ratiborzan abkaufte und an seine 1488 erworbene Burg Friedeck anschloss. Bis zur Aufhebung der Patrimonialherrschaften blieb das Dorf der Herrschaft Friedeck untertänig.
Ab 1850 gehörte Zermanitz als Ortsteil zur Gemeinde Ober Bludowitz im Bezirk Teschen. 1875 wurde im Dorf eine eigene Schule errichtet, zuvor war Bruzovice der Schulort. Im Jahre 1880 eröffnete im Ort eine Brennerei, sie wurde 1937 stillgelegt. 1890 erlangte Žermanice seine Eigenständigkeit. Ab 1910 gehörte die Gemeinde zum Bezirk Friedeck. Zwischen 1940 und 1945 war Zermanitz Teil des deutschen Landkreises Teschen. Nach Kriegsende kam der Ort zur Tschechoslowakei zurück und wurde dem Okres Místek zugeordnet. Seit dessen Auflösung gehört er seit 1961 zum Okres Frýdek-Místek. Ab 1951 begann oberhalb von Žermanice der Bau der Talsperre. 1985 wurde der Ort nach Lučina eingemeindet. Seit 1990 ist Žermanice wieder selbständig.

## Gemeindegliederung
Für die Gemeinde Žermanice sind keine Ortsteile ausgewiesen.

## Sehenswürdigkeiten
- Talsperre Žermanice
- Žermanicer Steinbruch (Žermanický lom), der für den Bau der Talsperre angelegte Bruch ist seit 1992 ein Naturdenkmal. Er liegt nordwestlich des Staudammes und beherbergt eine größere Population von Kammmolchen.
- Marienkapelle, erbaut 1843–1848